# Sindrome di Wolf-Hirschhorn
La sindrome di Wolf-Hirschhorn o sindrome di Pitt-Rogers-Danks, anche conosciuta come delezione 4p o sindrome 4p fu descritta per la prima volta nel 1961 da Ulrich Wolf e Kurt Hirschhorn e collaboratori. È un disturbo genetico determinato dalla parziale delezione cromosomica del braccio corto del cromosoma 4. Tale sindrome è una condizione rara, con incidenza stimabile intorno a un caso ogni 50 000 nati vivi.

## Quadro clinico
Le più comuni anomalie includono disabilità intellettiva, microcefalia, micrognazia, ipotonia e labbro leporino. Particolari caratteristiche del volto includono strabismo, labbro inferiore più piccolo e asimmetria del cranio. Anomalie occasionali includono difetti cardiaci, ipospadia, scoliosi, denti uniti, perdita di udito, anomalie dei reni.

## Causa genetica
La sindrome è causata dalla delezione parziale del cromosoma 4 (locus 4p16.3). Circa l'87% dei casi è dovuto ad una delezione de novo del cromosoma; circa il 13% dei casi invece è ereditato da genitori in cui sono presenti traslocazioni cromosomiche non bilanciate. In quest'ultimo caso la trasmissione materna è frequente circa il doppio di quella paterna, nel caso di riarrangiamenti de novo questi sono invece quattro volte più probabili sul cromosoma di derivazione paterna. I sintomi e i fenotipi che ne derivano non dipendono dalla dimensione del frammento cromosomico deleto. Questa regione è spesso determinabile attraverso analisi genetiche e attraverso la tecnica di ibridazione fluorescente in situ (FISH).